# Emmerdale
Emmerdale egy brit szappanopera, amely 1972 óta fut az ITV-n. A történet a képzeletbeli Emmerdale településen játszódik, ami valójában Yorkshire Dale és a Pennie-hegységben található. A sorozatot az ITV Yorkshire gyártja és annak Leedsben található stúdióban forgatják a sorozatot.
A sorozat a Coronation Street után az Egyesült Királyság második legrégebb óta futó szappanoperája, aminek átlagosan 5-7 millió nézője van.

## Koncepció
A sorozat ötletét a BBC The Archers című rádiós sorozata amely egy olyan család életére fókuszál, amely vidéken él és a környezetükben élő ember és vidéki élet kerül bemutatásra. A történet megfilmesítésének ötlete az ír közszolgálati televízió RTE The Riordans szappanoperájából ered. A The Riordans megújította a szappanopera stílusát: szemben az addigi jellemző beltéri jelenetekkel, a The Riordans esetében nagy hangsúlyt fektettek a kültéri jelenetek forgatására.

## Története

### Az első 21 év
A sorozat cselekményének a középpontjában eleinte a Sudgen család volt, akik a későbbiekben Emmerdale Farm-ról Beckingdale faluba költözött. Az első jelentős változás a sorozatban 1989-ben volt, amikor a sorozat neve Emmerdale lett és a Tate család került a történet középpontjában. A sorozatban olyan tragikus, drámai események történtek, mint Pat Sudgen autóbalesete 1986-ban vagy az 1988-ban levő Crossgill farmi tűz. Keith Richardson lett a sorozat producere, akivel a sorozat a szigetország egyik legnézettebb szappanoperája lett.

## Fordítás
- Ez a szócikk részben vagy egészben  az   Emmerdale című angol Wikipédia-szócikk ezen változatának fordításán alapul.  Az eredeti cikk szerkesztőit annak laptörténete sorolja fel. Ez a jelzés csupán a megfogalmazás eredetét és a szerzői jogokat jelzi, nem szolgál a cikkben szereplő információk forrásmegjelöléseként.